# Meykhārān-e Moḩammad Şādeq
Meykhvārān-e Moḩammad Şādeq (persiska: میخواران محمّد صادق, Meykhowrān-e Moḩammad Şādeq) är en ort i Iran.   Den ligger i provinsen Kermanshah, i den nordvästra delen av landet, 300 km väster om huvudstaden Teheran. Meykhvārān-e Moḩammad Şādeq ligger 1 934 meter över havet och antalet invånare är 235.
Terrängen runt Meykhvārān-e Moḩammad Şādeq är varierad. Runt Meykhvārān-e Moḩammad Şādeq är det ganska tätbefolkat, med 72 invånare per kvadratkilometer. Närmaste större samhälle är Charmaleh-ye Pā‘īn, 3,7 km öster om Meykhvārān-e Moḩammad Şādeq. Trakten runt Meykhvārān-e Moḩammad Şādeq består i huvudsak av gräsmarker.